# Каролина Амалия Шлезвиг-Гольштейнская
Принцесса Каролина Амалия Шлезвиг-Гольштейн-Зонденбург-Августенбургская (28 июня 1796[…], Копенгаген — 9 марта 1881[…], Амалиенборг, Копенгаген) — королева-консорт Дании в 1839 — 1848 годах, вторая супруга короля Кристиана VIII.

## Биография

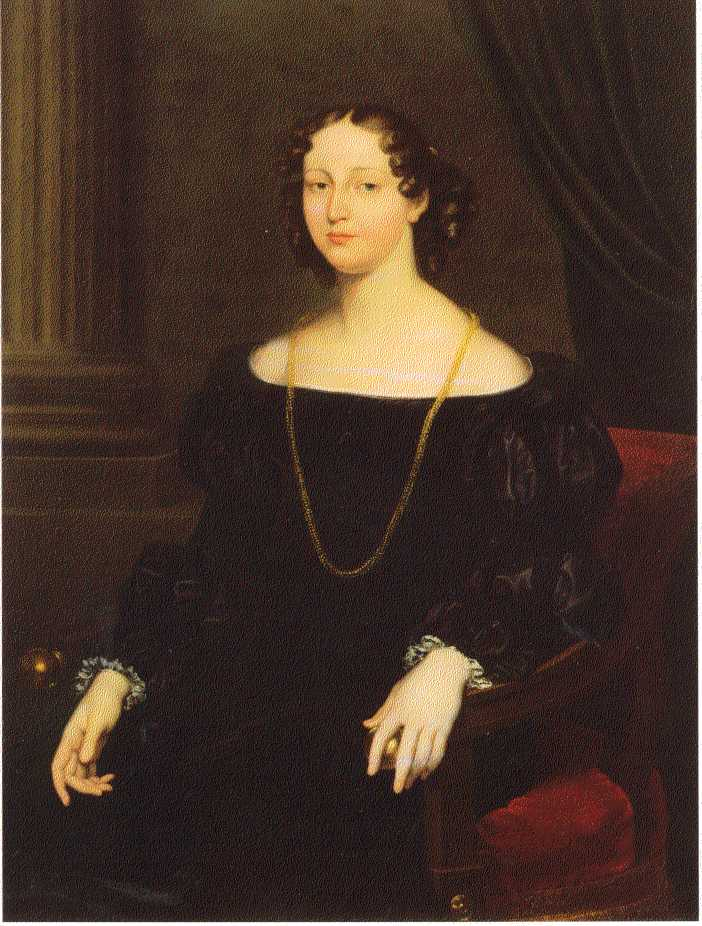
Каролина Амалия.

Каролина Амалия родилась в семье герцога Фредерика Кристиана II Августенбургского и его супруги датской принцессы Луизы Августы, единственной дочери короля Дании Кристиана VII и английской принцессы Каролины Матильды. Принцесса до 1807 года жила вместе с родителями в Копенгагене пока семья не переехала в Августенбург.
В 1814 году она была выбрана в жены датскому королю Кристиану VIII по причине родственной связи. Со своей первой женой, принцессой Шарлоттой Фредерикой Мекленбургской король развёлся в 1810 году. Во втором браке детей не было. Каролина Амалия любила музыку и написала множество пьес для фортепиано.
После заключения брака супруги много путешествовали по Европе. В 1839 году умер король Фредерик VI, и супруг Каролины Амалии взошёл на датский престол, что сделало её королевой Дании. Став королевой, она много времени и средств уделяла благотворительности, особенно детским домам и больницам. Каролина Амалия была очень популярной королевой даже после смерти супруга в 1848 году. Вдовствующей королевой она оставалась на протяжении тридцати лет жизни. Её племянница Луиза Гессен-Кассельская стала в 1863 году королевой Дании, супругой Кристиана IX. Умерла вдовствующая королева в 1881 году. Похоронена рядом с мужем в соборе Роскилле.